# Bidang
Bidang (Borassodendron Becc.) – rodzaj roślin z rodziny arekowatych, czyli palm (Arecaceae). Obejmuje dwa gatunki. Bidang plamisty B. machadonis rośnie na Półwyspie Malajskim (Malezja i południowa Tajlandia), a B. borneense na Borneo.
Palmy te są charakterystyczne z powodu okazałych, dłoniasto złożonych i głęboko podzielonych liści z wyraźną hastulą i z ostrymi jak brzytwa krawędziami ogonka liściowego. Rosną w wilgotnych lasach równikowych, zwłaszcza w lasach z dwuskrzydłowatymi na wzniesieniach z glebami głębokimi, wilgotnymi i wapiennymi. Nasiona rozprzestrzeniane są przez nosorożce i słonie. W przypadku B. borneense młode liście i owoce zjadane są przez orangutany, które w pierwszym przypadku powodować mogą znaczne uszkodzenia roślin, ale w drugim – przyczyniają się do ich rozprzestrzeniania. Z powodu eksploatacji lasów są to rośliny rzadkie.
Bidang plamisty jest też eksploatowany ze względu na pąki liściowe (tzw. kapustę palmową) – u tego gatunku wyjątkowo cenione, ze względu na smak, soczystość i kruchość. Pozyskiwanie ich skutkuje jednak uśmiercaniem roślin. Kapusta palmowa wycinana jest także z B. borneense. Z soku wypływającego z nacinanych kwiatostanów bidanga plamistego otrzymuje się po fermentacji napój musujący uznawany za afrodyzjak. Słodkie i przezroczyste bielmo z nasion o konsystencji żelowatej, jest pożywne i gasi pragnienie. Stosowane jest jako dodatek do napojów i deserów. Napar z korzeni wykorzystywany jest w medycynie ludowej jako lek przeciw pasożytom przewodu pokarmowego i do płukania jamy ustnej i gardła w stanach zapalnych. Rośliny te, mimo dużych wymagań siedliskowych, bywają też sadzone na terenach zieleni publicznej.

## Morfologia
PokrójPalmy o pniach wyrastających pojedynczo, prosto wzniesionych, gęsto pokrytych pochwami liściowymi, bezbronne (bez kolców). Bidang plamisty osiąga 15 m wysokości.
LiścieOkazałe, dłoniasto złożone, odłamujące się pod własnym ciężarem. Pochwa liściowa okazała, trójkątna, naga lub nieco omszona przy krawędziach. Ogonek liściowy tęgi, na grzbiecie rynienkowato wgłębiony, od dołu zaokrąglony. Krawędzie ogonka ostre i bardzo twarde. Na końcu ogonka na stronie doosiowej (górnej) dobrze wykształcona hastula, której brak po stronie odosiowej (dolnej). Blaszka wachlarzowata (dłoniasto złożona), z blaszką rozdzielającą się niemal do nasady na segmenty, które z kolei rozdzielają się do 1/4 lub 2/3 promienia na pojedyncze odcinki. Blaszka z obu stron zielona lub od spodu biało omszona.
KwiatyPalmy dwupienne. Kwiatostany męskie i żeńskie zwisają pomiędzy liśćmi różnych okazów i są zupełnie odmienne. Męskie rozgałęziają się dwukrotnie i osadzone są na krótszej lub dłuższej szypule, z okazałym, rurkowatym w dole liściem wspierającym u nasady. Na brzegach i wierzchołku jest on zwykle włókniście postrzępiony. Osie kwiatostanów pierwszego rzędu są krótsze lub dłuższe od szypuł, luźno lub gęsto skupione, półokrągłe na przekroju z ostrymi krawędziami. Z ich końców wyrastają palczaste rozgałęzienia drugiego rzędu w liczbie od 1 do 5. Mają one postać wiotkich, puszystych kłosów, z ciasno, spiralnie ułożonymi, łuskowatymi przysadkami. W ich nasadach rozwijają się po dwa do sześciu kwiaty męskie. Rozwijają się one kolejno wystając z zagłębienia, w którym się znajdują. Listki zewnętrznego okółka okwiatu są błoniaste, na końcach trójkątne i one zwykle nie wystają ponad zagłębienie. Listki wewnętrznego okółka wyciągnięte i wystają z zagłębienia w którym rozwija się kwiat. Pręcików jest 6–15, ich nitki są krótkie, a pylniki długie. Kwiatostany żeńskie są słabiej rozgałęzione – składają się z jednej lub kilku (do czterech)  osi kwiatostanu, które są jednak szersze – przypominają kolby kukurydzy. Okryte są one do czasu kwitnienia włókniście postrzępionymi pochwami. Oś kwiatostanu pokryta jest gęsto, spiralnie ułożonymi i owłosionymi, łuskowatymi podsadkami. W ich kątach rozwijają się pojedyncze kwiaty słupkowe, mniej lub bardziej zagłębione w osi kwiatostanu, każdy wsparty dwoma jajowatymi liśćmi podkwiatowymi. Listki zewnętrznego i wewnętrznego okółka okwiatu okazałe, słabo zróżnicowane. Zalążnia jest kulistawa, trójkomorowa, na szczycie wyciągnięta w trzy mięsiste szyjki słupka.
OwoceTrójnasienne (rzadko z jednym lub dwoma nasionami) okazałe pestkowce. Egzokarp gładki, a mezokarp włóknisty, przy czym w miarę dojrzewania zawarty w nim miękisz staje się coraz słodszy, wonny i mięsisty. Endokarp (pestka) twardy, i głęboko rzeźbiony (zarówno od zewnątrz, jak i od wewnątrz – podłużne krawędzie wrastają także w nasiona.

## Systematyka
Rodzaj klasyfikowany jest do podplemienia Lataniinae Meisner (1842) zaliczanego do plemienia Borasseae Mart. (1837) i podrodziny Coryphoideae Griff. (1844) w obrębie arekowatych Arecaceae.
Wykaz gatunków
- Borassodendron borneense J.Dransf.
- Borassodendron machadonis (Ridl.) Becc. – bidang plamisty[8]